# Agapito Sancho Velasco
Agapito Sancho Velasco (Santo Domingo de la Calzada, 1819-Burgos, febrero de 1901) fue un compositor y maestro de capilla español.

## Vida
Agapito Sancho Velasco nació en Santo Domingo de la Calzada, en La Rioja en 1819, hijo del tenor, bajonista y primer violín de la Catedral de Santo Domingo de la Calzada, Lucas Sancho. En 1826 Agapito fue admitido como infante de coro en la catedral con solo siete años. Sus hermanos José María, Santos, Estanislao, Eugenio y Pedro también se educaron en la Catedral y ocuparon diversos cargos en la capilla de música de la Catedral y de otras iglesias de La Rioja. Dos años más tarde Agapito ya solicitó al cabildo un monocordio para practicar el órgano.
Se conserva un memorial del 7 de noviembre de 1829 de Lucas Sancho solicitando al cabildo ayuda para vestir a su hijo Agapito que había sido admitido al Colegio de Mozos de Coro de la Catedral de Burgos. Sin embargo Agapito Sancho no aparece en las actas capitulares de Burgos hasta 1842, cuando comunicó al cabildo que le era «imposible hacer oposición a plaza alguna de su profesión» ya que tenía que salir de la Catedral para enseñar música. No está claro lo que quería decir con ello, pero lo cierto es que nunca llegó a hacer oposiciones a pesar de llegar a tener cargos de importancia en la capilla de música.
La posición de Sancho Velasco en la Catedral de Burgos no está del todo clara, ya que nunca llegó a ocupar oficialmente el cargo de maestro de capilla, pero si llegó a realizar algunas o todas sus funciones en diversas ocasiones. Hacia 1857 de alguna forma se encargaba de la educación de los niños del coro, responsabilidad que habitualmente correspondía al magisterio. En 1859 se le menciona en las actas como sustituto del organista y «maestro de música». En 1860 fue nombrado suplente del organista y en 1861 maestro de los mozos del coro por enfermedad del maestro, Francisco Reyero.
En 1852 realizó una conferencia ante las juntas generales de las Conferencias de San Vicente de Paul, una entidad caritativa de la que había sido uno de los fundadores. En 1860 fue uno de los socios fundadores de la Sociedad Artístico-Musical de Socorros Mútuos.
En 1862, tras el fallecimiento del maestro Francisco Reyero, el 13 de febrero se nombró a Sancho Velasco maestro interino de la Catedral, con la obligación de turnar el órgano con el racionero organista Eznarriaga, ya muy mayor y achacoso. A partir del 8 de mayo ya se le nombra en las actas como «maestro de capilla interino» y pasó a realizar todas las obligaciones del cargo. Un año más tarde se suplementó su sueldo de 3000 reales de segundo organista con 1000 reales «por regir la capilla».
Hubo diversos intentos de buscar un nuevo titular para el magisterio, pero no fue hasta 1867 que obtuvo la plaza el maestro Enrique Barrera, que tomó posesión del cargo el 22 de enero de ese mismo año. El nuevo maestro propuso a Sancho como encargado de la enseñanza de los mozos de coro y las actas pasan a denominar a Sancho como «organista». Realizó las funciones de primer organista hasta 1881, cuando se eligió a José María Moreno como nuevo titular. Moreno dejó el cargo en 1887, para ir a Madrid, y Sancho formó parte del tribunal que juzgó las oposiciones del sucesor. Hacia 1889 era director del Colegio de sordo-mudos y ciegos de Burgos.
Sancho debió fallecer hacia finales de febrero de 1901 ya que el 11 de marzo se nombraba un interino para su cargo de segundo organista.

## Obra
No se conservan muchas composiciones de Sancho: catorce en la Catedral de Burgos, cuatro en Santo Domingo de la Calzada, una en Zamora y Palencia, dos en Valladolid y una letrilla a la Virgen en la iglesia de Briones, en La Rioja.
Sancho también colaboró en la revista Revista científica y literaria de Castilla. Publicó dos artículos de crítica musical de espectáculos y otro titulado «Francisco de Salinas».